# Arméflyg

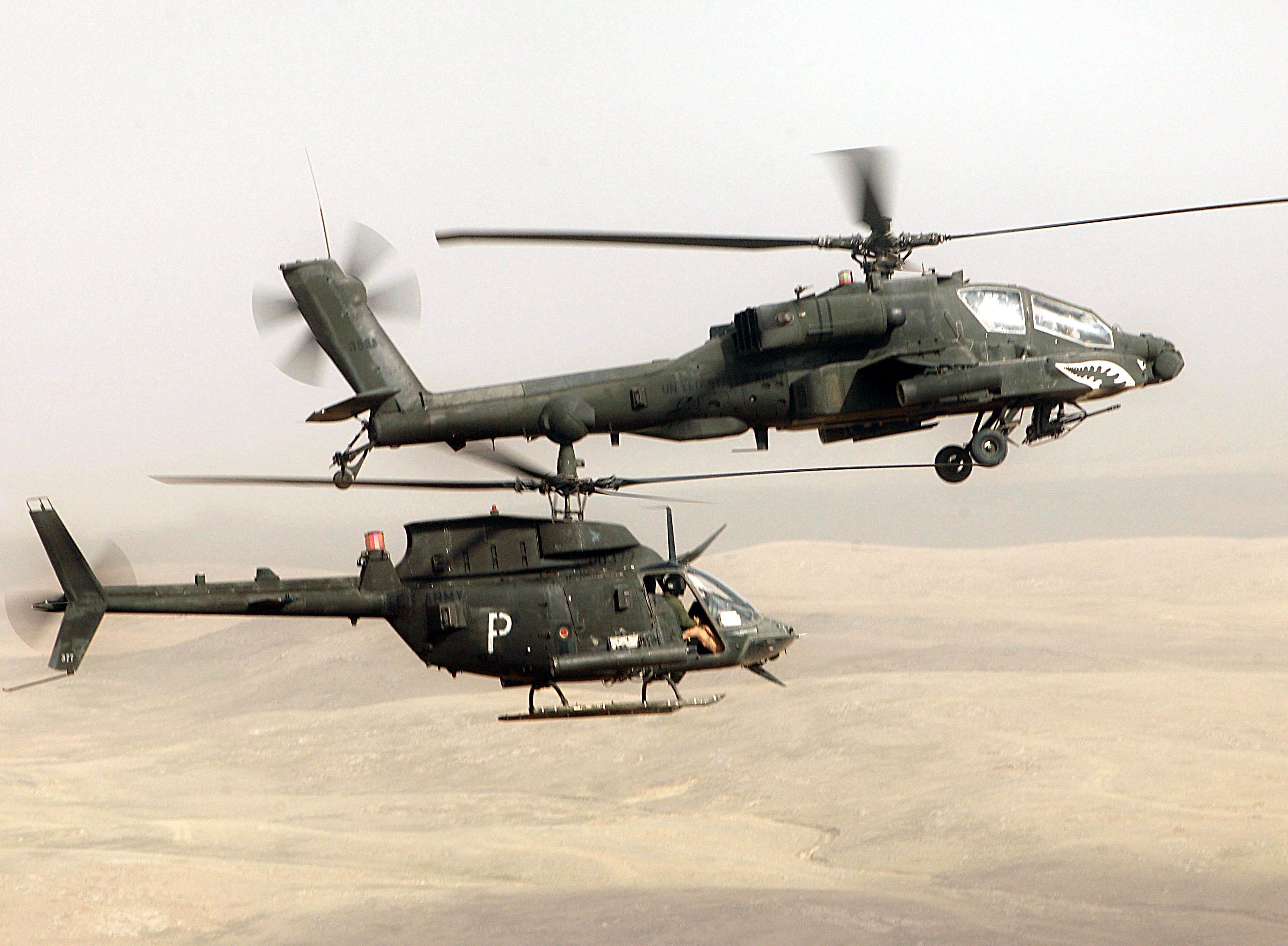
Två stridshelikoptrar – en beväpnad spaningshelikopter och en attackhelikopter – hörande USA:s armé.

Arméflyg är militärflyg och flygförband som är knutet till en nations markstridskrafter (armé) och kan bestå av flygplan, helikoptrar, luftskepp eller luftballonger. Flygfarkosterna kan höra till markstridskraften som självständig försvarsgren och på sådant vis vara ett självständigt arméflygväsende, alternativt att de lånas ut av ett självständigt flygvapen och enbart opererar under markstridskrafterna.